# Borș de burechiușe
Borș de burechiușe o borș de burechițe o supă de găluște és un plat romanès i moldau específic de la cuina regional de Moldàvia i Bucovina. Burechiușe o gălușcă també coneguda com urechiușe (orelles petites) és una massa en forma de quadrat semblant a un raviolis que s'omple de bolets com el boletus edulis i segella al voltant de les seves vores i després es tira i després es bull en una ciorbă. Els borș de burechiușe es mengen tradicionalment l'últim dia de dejuni en el moment de la vigília de Nadal.

## Etimologia
A les regions de Bucovina i Moldàvia, la paraula borș és sinònim de la sopa anomenada ciorbă. L'etimologia de burechiușe no és clara. Burechițe pot derivar el seu nom del turc börek, indicant influències culturals i culinàries procedents de l'Imperi Otomà. També podria prendre el seu nom del del boletus boletus, burete en la seva versió en llengua romanesa rotacitzada, pel patró dels raviolis.